# Pontodryas loxosema
Pontodryas loxosema är en fjärilsart som beskrevs av Edward Meyrick 1920. Pontodryas loxosema ingår i släktet Pontodryas och familjen äkta malar.
Artens utbredningsområde är Fiji. Inga underarter finns listade i Catalogue of Life.